# دالماتیوس
دالماتیوس (درگذشتهٔ ۳۳۷) با نام کامل فلاویوس دالماتیوس (یا دلماتیوس) و معروف به دالماتیوس سزار، پسر دالماتیوس سرشمار، برادر هانیبالیانوس و برادرزادهٔ کنستانتین یکم بود. او و برادرش هانیبالیانوس در تولوسا (تولوز امروزی) توسط سنت اکزوپریوس آموزش یافتند و دالماتیوس در ۱۹ سپتامبر ۳۳۵ توسط عمویش کنستانتین به مقام سزاری رسید و تراکیه، آخایا و مقدونیه به او واگذار شد.
با این حال دالماتیوس در اواخر تابستان ۳۳۷ و احتمالاً در طی توطئهٔ انجام‌گرفته برای پاکسازی خانوادهٔ امپراتور پس از مرگ کنستانتین یکم در مه همان سال، به‌دست سربازان به قتل رسید.